# Versöhnungskirche (Leipzig)

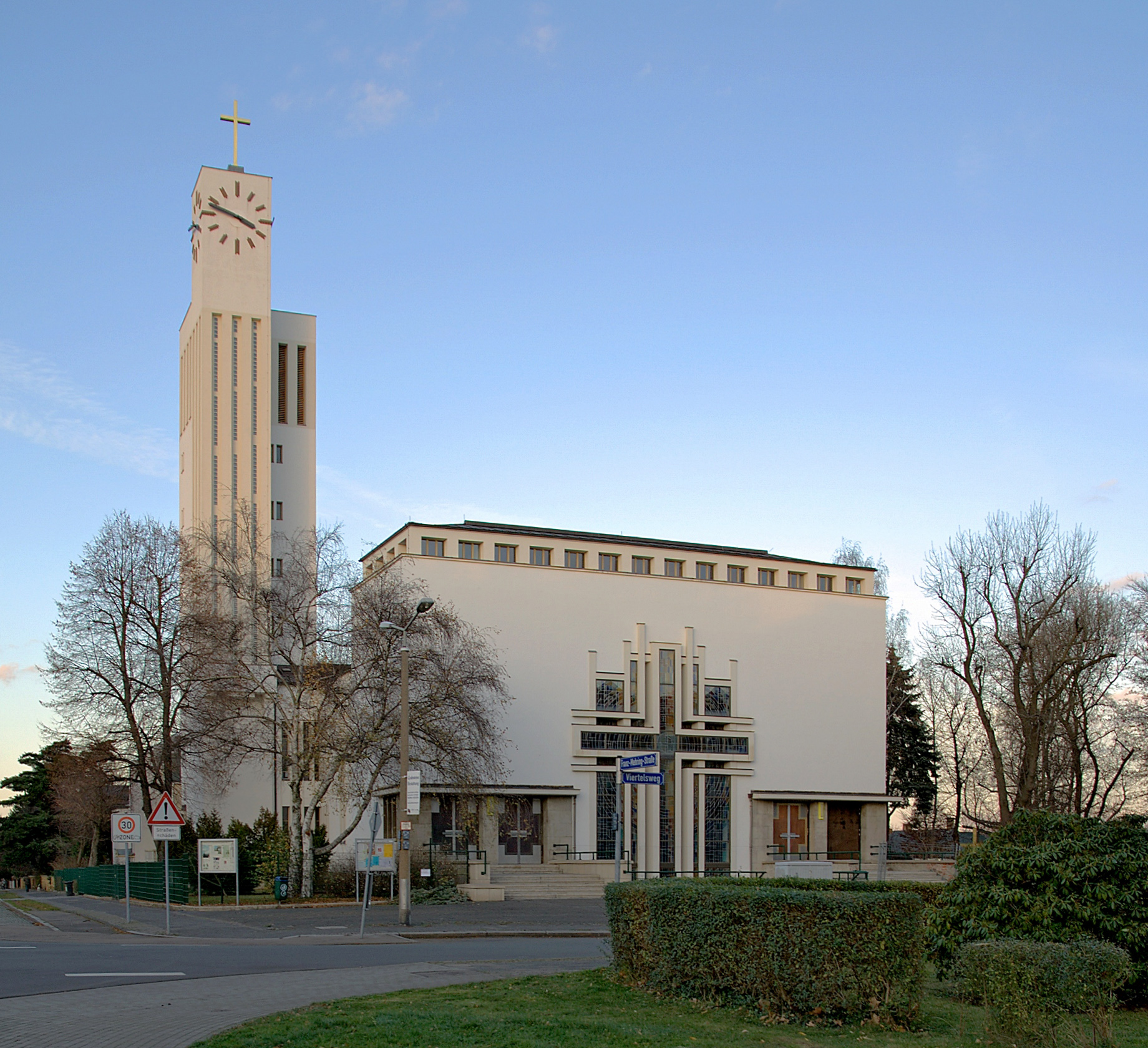
Versöhnungskirche in Leipzig-Gohlis

Die Versöhnungskirche ist eine evangelisch-lutherische Kirche in Leipzig-Gohlis, auf dem Eckgrundstück Franz-Mehring-Straße 44 / Viertelsweg, in der Nähe der Krochsiedlung. Sie wurde von 1930 bis 1932 nach Entwurf des Leipziger Architekten Hans Heinrich Grotjahn im Stil der Neuen Sachlichkeit erbaut und steht unter Denkmalschutz.

## Baugeschichte

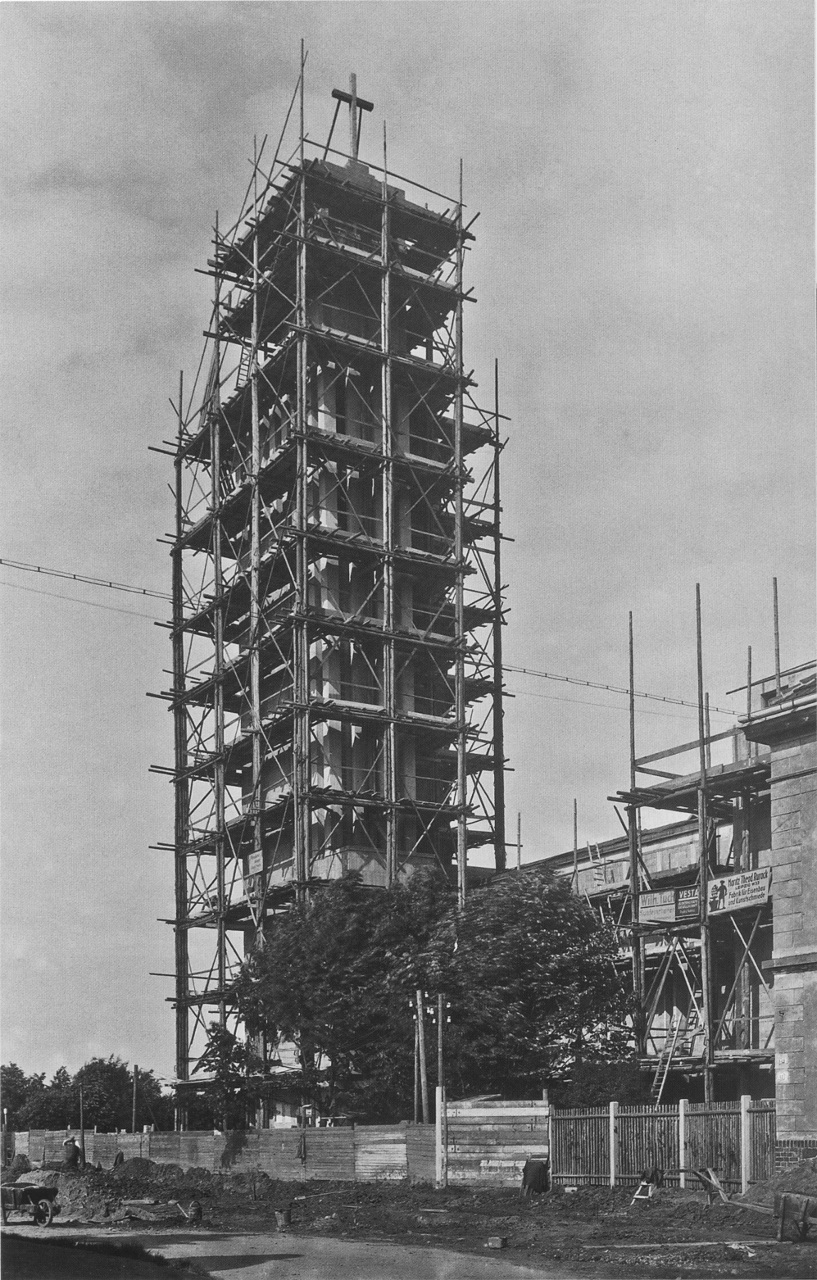
Versöhnungskirche im Bau, 1932

Der Neubau einer Kirche wurde bereits seit Ende des Ersten Weltkriegs in dem neuen, schnell wachsenden Wohngebiet geplant. Die evangelisch-lutherische Kirchengemeinde Gohlis-Nord erhielt 1920 den Namen Versöhnungsgemeinde, und ihr Vorstand setzte sich langfristig für den Bau eines eigenen Gotteshauses ein. Ende der 1920er-Jahre wurde ein Architektenwettbewerb ausgelobt, an dem sich 73 Leipziger Architekten beteiligten. Die Jury entschied sich für den Entwurf von Grotjahn. Die Grundsteinlegung auf dem Eckgrundstück Clausewitzstraße 44 / Planitzstraße (heute Franz-Mehring-Straße 44 / Viertelsweg) konnte 1930 vorgenommen werden, und bereits am 6. März 1932 wurde die Kirche zusammen mit den Glocken und der Orgel geweiht. Das Versöhnungskirche genannte Gotteshaus in Neu-Gohlis gilt als wichtiger Kirchenbau der klassischen Moderne. Die Fassade ist ganz in Weiß gehalten. Die sachlich funktionelle Form, der markante 43 Meter hohe Turm mit vertikal verlaufenden Fensterbändern sowie das in Kreuzform gestaltete Fenster im Eingangsbereich führten ab 1933 bei den nationalsozialistischen Machthabern zu Angriffen gegen den Kirchenvorstand wegen vorgeblich entarteter Kunst. Diese Kritik bezog sich auch auf die von den Künstlern Max Alfred Brumme, Odo Tattenpach und Curt Metze entworfene Ausstattung.
Gegen Ende des Zweiten Weltkriegs wurde das Bauwerk stark beschädigt. Es konnte nach 1945 jedoch in gemeinsamer Anstrengung der Kirchengemeinde und der neuen deutschen Stadtverwaltung wieder repariert und für die kirchliche Nutzung erhalten werden. Nach der Wende, im Jahr 1993 begann eine umfassende, denkmalgerechte Sanierung und Restaurierung durch die Architekten Kraus und Krusenbaum. Im Jahr 2008 wurden bei Innenarbeiten auch die Originalfarben aus der Bauzeit freigelegt.

## Ausstattung
Das Kirchengebäude besteht aus der Predigt- und Feierkirche, was jedoch von außen nicht erkennbar ist. Beide Kirchenteile enthalten einen Altar mit einer vier Meter hohen Christusfigur und Altarreliefs, die von Brumme entworfen und hergestellt wurden. Kanzel, Taufstein und Abendmahlsgeschirr entstanden ebenfalls in der Werkstatt des Bildhauers Brumme. Farbglasfenster und Wanddekorationen führten Tattenpach und Metze aus.
Das Buntglasfenster im Eingangsbereich wurde 1970 vom Leipziger Künstler Matthias Klemm angefertigt.
er und Wanddekorationen führten Tattenpach und Metze aus.
Orgel
Die Orgel wurde 1932 von der Orgelbauwerkstatt P. Furtwängler & Hammer gegenüber der Kanzelempore eingebaut und ist ein wichtiges Element der Ausstattung. Ihre Anschaffung und die Einbindung in das Kirchenhauptschiff gehen auf umfangreiche Bemühungen von Herbert Schulze, dem ersten Kantor und Organisten der Versöhnungskirche, zurück. Sein Nachfolger war für über 50 Jahre Werner Buschnakowski, der kirchenmusikalische Konzerte in der Versöhnungskirche einführte. Die Disposition der Orgel stammt von dem Thomaskantor Günther Ramin. Das Instrument verfügt über 33 Register auf drei Manualen und Pedal. Das wertvolle Musikinstrument konnte über die Jahrzehnte bewahrt werden, im neuen Jahrtausend wurde sie umfangreich restauriert und 2005 neu geweiht. In der Kirche befindet sich auch ein Chor-Positiv mit fünf Registern, das 1975 von der Orgelwerkstatt Eule gebaut worden war. 
Glocken
Im Glockenturm befindet sich ein Geläut aus drei Glocken, die von der Gießerei Schilling & Lattermann in Morgenröthe-Rautenkranz gegossen wurden. Die kleinste ist eine Bronzeglocke der Gießerei Franz Schilling & Söhne von 1931, die den Zweiten Weltkrieg mit seinen Beschlagnahmen von wertvollem Metall anders als ihre beiden Schwestern überstanden hatte. 1954 wurde sie durch zwei Eisenhartgussglocken ergänzt, welche die beiden verlorenen Bronzeglocken in c′ und e′ ersetzen sollten.
Übersicht
| Glocke | Gewicht | Durchmesser | Schlagton | Inschrift                    |
| ------ | ------- | ----------- | --------- | ---------------------------- |
| 1      | 2051 kg | 1640 mm     | es′       | Gott ist euer Vater          |
| 2      | 1291 kg | 1440 mm     | f′        | Christus ist euer Meister    |
| 3      | 0640 kg | 1020 mm     | g′        | Ihr + seid + alle Brüder +++ |